# Henri Michaut
Pour les articles homonymes, voir Michaut.
Henri Michaut, né le 26 janvier 1857 à Baccarat (Meurthe) et mort le 10 décembre 1933 à Nancy, est un homme d'affaires et un homme politique français de la IIIe République.

## Une riche famille d'industriels et d'hommes politiques
Il est le petit-fils d'Adrien Michaut, représentant de la Meurthe en 1848, et le fils de Paul Michaut (1827-1895), sous-directeur puis administrateur-directeur en 1868 des cristalleries de Baccarat, qui a épousé Jeanne Toussaint, fille de l'administrateur de la cristallerie Jean-Baptiste Toussaint. Paul Michaut fut aussi député de 1877 à 1881, conseiller général de 1870 à 1895 et maire de Baccarat, à partir de 1872. 
Il suit des études au lycée de Nancy et intègre l'École polytechnique en 1875 et en ressort sixième. Ingénieur des ponts et chaussées, il exerce à Clermont-Ferrand (1880-1882 ; études et travaux du chemin de fer de Clermont à Tulle) puis Reims (construction de chemins vicinaux et de ponts). Il se fait mettre en disponibilité en 1895 et se fixe à Nancy.
Henri Michaut est administrateur de la Compagnie des cristalleries de Baccarat, dont son frère aîné, Adrien, né en 1853, polytechnicien également et ingénieur des mines, est président et administrateur-délégué depuis 1883. 
Il est aussi vice-président de la Compagnie des forges Châtillon-Commentry et de la Société nancéienne de crédit industriel et de dépôts, ainsi que d'autres entreprises. 
Il a cinq enfants, dont deux filles. L'une épouse Jacques Parisot, professeur à la faculté de médecine de Nancy, et l'autre, Nicole, entre en religion et devient sœur Catherine des filles de la charité. Ses trois garçons sont Edouard, mort pour la France à Verdun en 1916, Pierre, ancien élève de l'école polytechnique, à l'instar de son père, et André, ingénieur des Arts et manufactures.

## Un sénateur conservateur
Il succède à son père comme conseiller général, républicain libéral (conservateur modéré), en 1895. Il est réélu en 1901 et 1907 mais il échoue en 1913. Il est aussi conseiller municipal de Nancy de 1904 à 1925, premier adjoint de 1904 à 1912. Adrien Michaut est quant à lui maire de Baccarat (1880 à 1919) et conseiller général depuis 1919. 
Henri Michaut est élu au Sénat le 11 janvier 1920, sur une liste de droite, où figurent Albert Denis et Georges Keller. Il est élu au 3e tour, seul de sa liste, battant le sénateur sortant radical-socialiste Gustave Chapuis. Il y siège jusqu'en 1932. Âgé, il annonce en septembre qu'il ne sera pas candidat à nouveau lors du renouvellement d'octobre 1932. Il est promu officier de la Légion d'honneur en 1933, peu de temps avant son décès.
Il est actionnaire, avec son frère Adrien, de la Presse de l'Est qui édite le quotidien catholique lié à l'Action libérale populaire L'Éclair de l'Est à partir de 1905.

## Décès
Il meurt le 10 décembre 1933 à son domicile Nancy des suites d'une crise cardiaque.

## Décoration
- Officier de la Légion d'honneur (1933)
- Chevalier de la Légion d'honneur (1894)

## Sources
- Dir. Jean El Gammal, François Roth et Jean-Claude Delbreil, Dictionnaire des Parlementaires lorrains de la Troisième République, Metz, Serpenoise, 2006 (ISBN 2-87692-620-2, OCLC 85885906, lire en ligne), p. 175-176
- « Henri Michaut », dans le Dictionnaire des parlementaires français (1889-1940), sous la direction de Jean Jolly, PUF, 1960 [détail de l’édition]
- Meurthe-et-Moselle : dictionnaire biographique illustré, Flammarion, 1910
- Dossier de la Légion d'honneur d'Henri Michaut dans la base Léonore